# Verneuil-sur-Serre
Verneuil-sur-Serre är en kommun i departementet Aisne i regionen Hauts-de-France i norra Frankrike. Kommunen ligger  i kantonen Crécy-sur-Serre som ligger i arrondissementet Laon. År 2022 hade Verneuil-sur-Serre 255 invånare.

## Befolkningsutveckling
Antalet invånare i kommunen Verneuil-sur-Serre
Referens: INSEE